# Савоулкс (Торино)
Савоулкс је насеље у Италији у округу Торино, региону Пијемонт.
Према процени из 2011. у насељу је живело 392 становника. Насеље се налази на надморској висини од 1114 м.